# Ernest William Hobson
Ernest William Hobson (Derby, 27 ottobre 1856 – Cambridge, 19 aprile 1933) è stato un matematico inglese.

## Biografia
Nacque a Derby studiò presso la Derby School, la Royal School of Mines, e presso Christ's College, laureandosi presso l'Università Wrangler Senior nel 1878. Era il fratello dell'economista John Atkinson Hobson. Il suo interesse era tendente alla matematica, diventando un esperto nella teoria delle armoniche sferiche.
Prese la lode dal suo professore G. H. Hardy. Lavorò sulla topologia generale e sulla serie di Fourier che era attualità all'epoca; ovviamente avevano alcuni errori che sono stati poi corretti (per esempio da R. Moore).
Dal 1924 al 1927 Robert Pollock Gillespie studiava sotto di lui.
Fu sepolto nell'Ascension Parish Burial Ground a Cambridge, con la moglie Seline, nata il 25 marzo 1860, morta il 10 giugno 1940, da cui aveva quattro figli, uno dei quali Walter William (1894 - 1930) è sepolto con loro nella stessa tomba.

## Opere
- « Trigonometry ». In: Thomas Spencer Baynes (a cura di), The Encyclopædia Britannica, vol. 23, 9ª ed., p. 561-573 (1888)
- A Treatise on Trigonometry (1891)
- Theory of Functions of a Real Variable (1907)
- Democratization of mathematical education. In: The Mathematical Gazette, 6 (97), p. 234-243 (1912)
- The theory of functions of a real variable and the theory of Fourier's series, vol. 1, 2nd, Cambridge University Press, 1921  [1907], MR 0092828.
- The theory of functions of a real variable and the theory of Fourier's series, vol. 2, 2nd, Cambridge University Press, 1926  [1907], MR 0092829.
- Squaring the Circle (1913)
- The Domain of Natural Science (1923) Gifford Lectures
- The Theory of Spherical and Ellipsoidal Harmonics (1931)